# Turak czerwonoczuby
Turak czerwonoczuby (Tauraco rossae) – gatunek dużego ptaka z rodziny turakowatych (Musophagidae). Nie jest zagrożony wyginięciem.

## Taksonomia
Gatunek ten bywa umieszczany w rodzaju Musophaga. Nie wyróżnia się podgatunków.

## Występowanie
Zasięg występowania obejmuje Afrykę Środkową, głównie Demokratyczną Republikę Konga, Zambię, Angolę, Malawi oraz Tanzanię. Izolowane populacje spotykane są także w północno-wschodnim Gabonie i Kamerunie.

## Morfologia

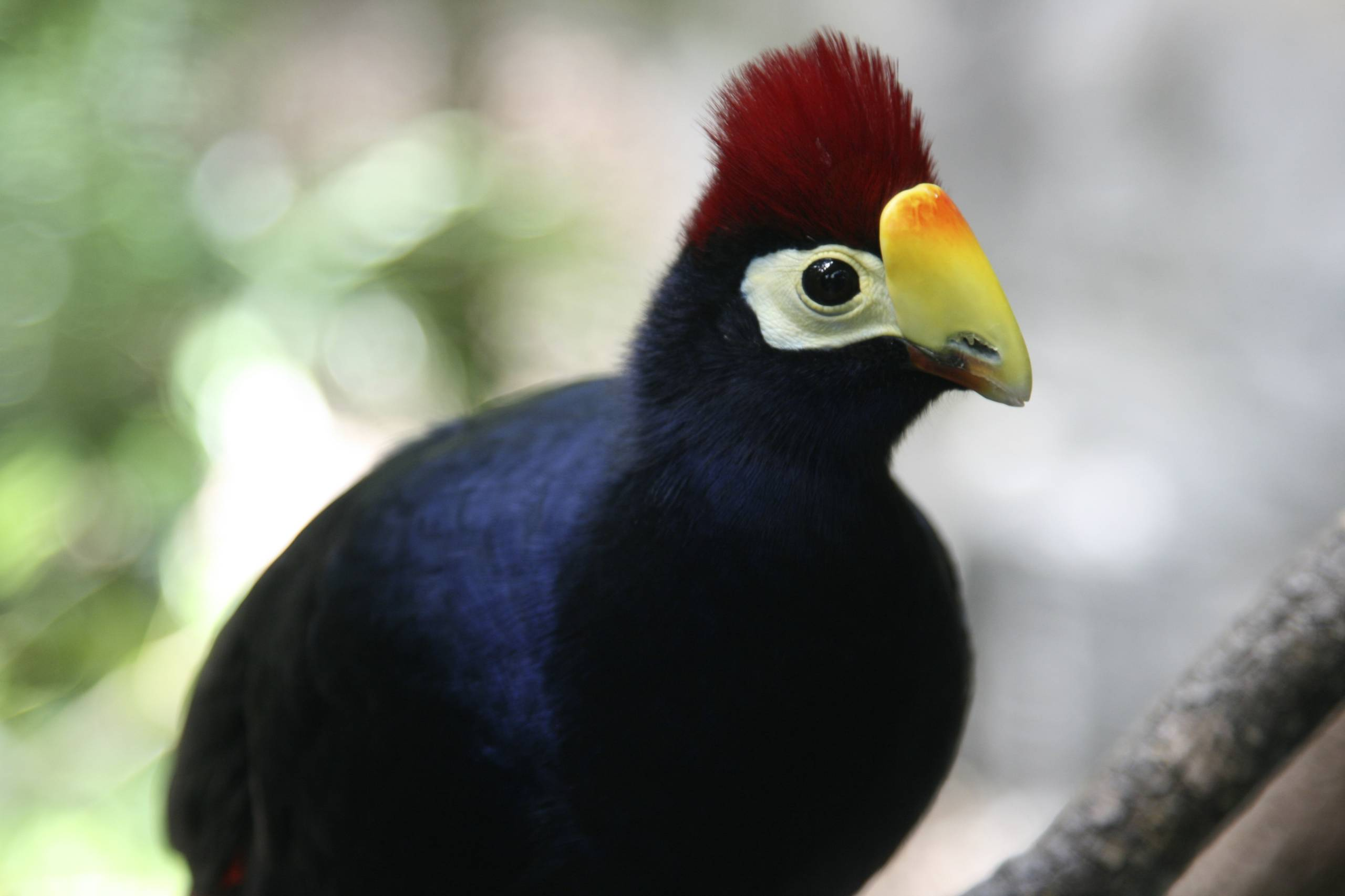
Turak czerwonoczuby w Houston Zoo

Długość ciała około 52 cm. Upierzenie purpurowo-niebieskie z czerwonymi lotkami oraz czubkiem na głowie. Dziób wraz z maską na przodzie głowy zachodzącą na oczy w kolorze żółtym. Brak dymorfizmu płciowego.

## Ekologia i zachowanie

### Biotop
Zamieszkuje gęste wilgotne lasy równikowe.

### Tryb życia
Ptak przystosowany do życia w konarach drzew – doskonale skacze i biega po gałęziach. Często żeruje w stadach liczących do kilkunastu ptaków.

### Pożywienie
Pokarm stanowią owoce i jagody.

### Lęgi
Para ptaków buduje gniazdo z patyków przez okres około 1 tygodnia w trudno dostępnym miejscu, ukrytym wśród pnączy. Samica składa do gniazda 1 lub 2 kremowobiałe jaja. Wysiadywaniem jaj zajmuje się zarówno samica jak i samiec, często zmieniając się w ciągu dnia. Młode opuszczają gniazdo po około 25 dniach. W całym tym okresie ptaki bronią swojego terytorium i są w stanie przegonić nawet ptaki drapieżne.

## Status i zagrożenia
Międzynarodowa Unia Ochrony Przyrody (IUCN) uznaje turaka czerwonoczubego za gatunek najmniejszej troski (LC – Least Concern) nieprzerwanie od 1988 roku. Liczebność światowej populacji nie została oszacowana, ale według doniesień gatunek ten jest częsty lub pospolity w większości jego zasięgu. Ze względu na brak istotnych zagrożeń czy dowodów na spadki liczebności globalny trend liczebności populacji uznawany jest za stabilny.